# Esteban Baglietto
Esteban Miguel Luis Baglietto (La Boca, Ciudad Autónoma de Buenos Aires, Argentina, 18 de mayo de 1887 - Ibidem, 28 de octubre de 1942) fue el fundador del Club Atlético Boca Juniors junto con Santiago Sana, Alfredo Scarpati y los hermanos Juan y Teodoro Farenga. También se desempeñó como arquero y defensor en 5 partidos amistosos jugando para Boca Juniors.

## Biografía
Esteban nació el 18 de mayo de 1887 en el barrio de La Boca, Buenos Aires, aunque sus padres eran genoveses, en el seno de una familia muy humilde. Fue el primer presidente de la institución y también jugador del primer equipo. 
El 2 de abril de 1905, se hizo la primera reunión para realizar la fundación de Boca Juniors. Pero debido a los griteríos y alborotos realizados por los presentes, la madre de Esteban los echó de la casa. La reunión prosiguió el día siguiente, 3 de abril, en la Plaza Solís donde se consolidó definitivamente la fundación del club.
El primer partido de la historia de Boca Juniors se realizó el 21 de abril de 1905 contra Mariano Moreno, en el cual Baglietto defendió el arco xeneize. El partido terminó con victoria boquense por 4 goles a 0. Luego jugó 4 partidos amistosos más para el club en el rol de defensor, pero luego decidió abandonar la actividad deportiva y se enfocó a la parte administrativa de la institución. 
Tuvo nueve hermanos de los cuales Francisco Baglietto tuvo 8 hijos: Luisa Baglietto de Bruzzone, Delmira Baglietto, Lidia, Ana Baglietto de Tobeña, Ángela Baglietto de Vancini, Francisco "el nene" Baglietto, Juana Baglietto de Tagliaferro y Norberto Baglietto; y Bartolomé "Pancho" Baglietto tuvo 6 hijos: Juan, Catalina, Francisco, Luis Armando, Andrés y Atilio.
Falleció el 28 de octubre de 1942. A su muerte la prensa reconoció sus logros y esfuerzos en la institución y para ella, pero con el tiempo lo fueron olvidando. Durante la presidencia de Antonio Alegre en Boca, por las gestiones y la documentación presentada por su sobrino el Prof. Dr. Luis Armando Baglietto, se descubrió una placa en el hall principal de la sede social del club, reconociéndolo como fundador y primer presidente de la institución.

## Clubes

### Como jugador
| Club         | País      | Año  | Partidos | Goles |
| ------------ | --------- | ---- | -------- | ----- |
| Boca Juniors | Argentina | 1905 | 5        | 0     |